# Finn Wullenweber
Finn Wullenweber (*  12. November 1997 in Hamburg) ist ein deutscher Handballspieler. Er steht beim TV Großwallstadt unter Vertrag.

## Karriere
Finn Wullenweber kam über seinen älteren Bruder zum Handball und begann 2002 beim MTV Ashausen. 2009 wechselte er zur SG Luhdorf/Scharmbeck. Ein Jahr später kam er schließlich zum Handball Sport Verein Hamburg. Dort durchlief er ab der C-Jugend alle Mannschaften. Nach der Insolvenz des damaligen Bundesligisten und dem darauf folgenden Neustart, spielt er seit dem Aufstieg in die 3. Liga eine wichtige Rolle im Verein. Mit dem Handball Sport Verein Hamburg stieg er 2021 in die Bundesliga auf. Im Sommer 2022 wechselte er zum Zweitligisten TV Großwallstadt.